# 扬布拉德
扬布拉德（英語：Yungblud，风格化YUNGBLUD，发音同“Youngblood”），本名多米尼克·理查德·哈里森（英語：Dominic Richard Harrison，1997年8月5日—），是一位英国歌手、音乐家和词曲作者。2018年，他发行了他的首张迷你同名专辑《Yungblud》，紧接着发行了名为《21st Century Liability》的专辑。